# Port lotniczy Ta’izz
Port lotniczy Ta’izz – międzynarodowy port lotniczy położony w mieście Ta’izz, w Jemenie.

## Linie lotnicze i połączenia
- Felix Airways (Rijan Mukalla, Sana)
- Yemenia (Kair, Dżudda, Sana)